# Filisparsa elegans
Filisparsa elegans is een mosdiertjessoort uit de familie van de Oncousoeciidae. De wetenschappelijke naam van de soort is voor het eerst geldig gepubliceerd in 1929 door Canu & Bassler.